# 燕泉街道
燕泉街道，是中华人民共和国湖南省郴州市北湖区下辖的一个乡镇级行政单位。

## 行政区划
燕泉街道下辖以下地区：
西街社区、和平路社区、燕泉路社区、龙泉社区、五里堆社区、燕南社区、燕北社区、骆仙社区和五岭阁社区。